# Sycophila xiphigaster
Sycophila xiphigaster är en stekelart som först beskrevs av Jean Risbec 1955.  Sycophila xiphigaster ingår i släktet Sycophila och familjen kragglanssteklar. Inga underarter finns listade i Catalogue of Life.